# Калиновка (Чернушинский район)
Калиновка — село в Чернушинском районе Пермского края. Административный центр Калиновского сельского поселения.
Село находится примерно в 26 км к северо-востоку от центра города Чернушки.

## История
Основано в 1855 году, статус села с 1881 года.

## Население
Численность населения составляла: 148 человек (1869 год), 498 человек (1926 год).
В 2005 году численность населения составляла 602 человека.
По результатам переписи 2010 года численность населения составила 512 человек, в том числе 239 мужчин и 273 женщины.